# Dionys Burckard

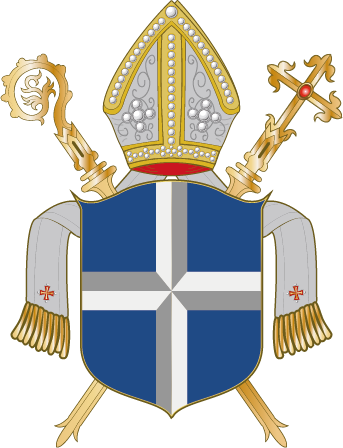
Wappen des Bistums Speyer

Dionys Burckard (* um 1540 in Bönnigheim; † 14. Mai 1605) war ein deutscher Stiftsdekan und Weihbischof im Bistum Speyer sowie Titularbischof von Daulia.

## Leben und Wirken
Er kam zur Welt als Sohn eines Kaufmannes, seine Mutter Apollonia war eine geb. Rottacker. Von seinem Verwandten, dem Speyerer Weihbischof Georg Schweicker, wurde er erzogen. Der Geburtsort Bönnigheim gehörte geistlicherseits zum Bistum Speyer und unterstand dem Archidiakonat des Speyerer Guidostiftes.
Dionys Burckard trat in den geistlichen Stand ein. Als junger Vikar am Allerheiligenstift Speyer erhielt er mit Datum vom 19. Juni 1564 ein Kanonikat am dortigen Stift St. Guido. Am 22. November 1578 wählte man ihn hier zum Dekan.
Zum 12. August 1596 zeigte er seinem Stiftskapitel an, dass Bischof Eberhard von Dienheim ihn trotz Krankheit sowie gegen seinen Willen zum Weihbischof von Speyer bestimmt habe und auch bereits die päpstliche Bestätigung als Titularbischof von Daulia erfolgt sei. Letztere trägt das Datum vom 11. März 1596.
Dionys Burckard war bereits kränklich, als er sein Amt antrat und blieb leidend bis zu seinem Tod. Trotzdem erwarb er sich große Verdiente um die Reformen gemäß dem Konzil von Trient. Seinem Stift gab er eine neue Ordnung, verwaltete gewissenhaft die Finanzen und wurde gerühmt für sein vorbildliches, eifriges Besuchen des Chorgebetes. Im Jahr 1600 heißt es über ihn, er habe die letzten siebzehn Jahre keine drei Male bei den Metten gefehlt. Mit großem Geschick reorganisierte er das Gemeindeleben in der stiftseigenen Pfarrei Otterstadt und tritt als einer der führenden Speyerer Reformer seiner Zeit in Erscheinung.
Anfang 1605 erhielt er in Person seines späteren Nachfolgers Theobald Mansharter einen Koadjutor. Burckard verstarb am 14. Mai des Jahres.